# Stubbendorf
Stubbendorf è un comune del Meclemburgo-Pomerania Anteriore, in Germania.
Appartiene al circondario (Kreis) di Rostock (targa DBR) ed è parte della comunità amministrativa (Amt) di Tessin.